# Sidekicks
Pour plus de détails, voir Fiche technique et Distribution.
Sidekicks est un film américain réalisé par Aaron Norris, sorti en 1992.

## Synopsis
Barry Gabrewsky est un jeune homme rêveur et fan de Chuck Norris et d'art martiaux, mais il est le sujet favori de moquerie des autres membres de sa classe. Asthmatique de son état, le jeune Barry ne peut faire d'effort physique et se retrouve donc souvent mis à l'écart lors des cours de sport. Seule Lauren, une de ses amies, le comprend et crois qu'il peut en faire autant que ses autres camarades.
Son père veuf aimerait bien l'aider à faire un sport qui lui plait, mais le dernier club d'art martiaux le refuse car l'entraîneur a entendu qu'il était fan de Chuck Norris pour qui il n'a que du mépris. Sa professeur Noreen Chan décide de faire venir son oncle, M. Lee, un homme à l'allure simple ; celui-ci décide de prendre Barry sous son aile et lui apprend les arts martiaux en les mêlant aux tâches de la vie quotidienne.

## Fiche technique
- Titre : Sidekicks
- Réalisation : Aaron Norris
- Scénario : Galen Thompson & Lou Illar
- Musique : Alan Silvestri
- Photographie : João Fernandes
- Montage : David Rawlins & Bernard Weiser
- Production : Don Carmody
- Sociétés de production : Gallery Films & Vision PDG
- Société de distribution : Triumph Releasing Corporation
- Pays :  États-Unis
- Langue : Anglais
- Format : Couleur - Dolby - 35 mm - 1.85:1
- Genre : Comédie dramatique, action et aventure
- Durée : 97 minutes

## Distribution
- Jonathan Brandis (VF : Fabrice Josso) : Barry Gabrewsky
- Beau Bridges (VF : Jean-Michel Farcy) : Jerry Gabrewsky
- Mako (VF : Roger Crouzet) : Lee Chan
- Chuck Norris (VF : Bernard Tiphaine) : Lui-même
- Julia Nickson-Soul (VF : Véronique Augereau) : Noreen Chan
- Joe Piscopo (VF : Benoît Allemane) : Kelly Stone
- Danica McKellar : Lauren
- John Buchanan : Randy Cellini
- John Buchanan (VF : Mathias Kozlowski) : Randy Cellini
- Richard Moll (VF : Gilbert Levy) : Horn
- Gerrit Graham (VF : Jean-Pierre Leroux) : Eugene Mapes
- Dennis Burkley : Hank
- Keefe Millard (VF : Déborah Perret) : Dr. Millard

## Analyse
- Chuck Norris, pur produit des films d'action des années 80 au même titre que Michael Dudikoff, Dolph Lundgren ou encore Jean-Claude Van Damme, n'hésite pas ici à s'autoparodier et à reproduire des scènes d'action typiques des eighties. On peut ainsi remarquer les allusions faites à Portés disparus, Le Ninja blanc ou encore Delta Force.

## Accueil critique
- Le film bénéficia initialement de très bons retours mais chuta rapidement en raison des nombreuses critiques. Le site Rotten Tomatoes lui donne 17% (à partir de 6 critiques) avec une note de 3,8/10

## Suite
- En 2023, Chuck Norris a affirmé qu'il serait partant pour jouer dans la suite si elle voyait le jour. Pour le moment aucun réalisateur n'a fait part d'être intéressé à prendre les commandes d'un éventuel Sidekicks 2.